# Velika loža Venezuele
Velika loža Venezuele je prostozidarska velika loža v Venezueli, ki je bila ustanovljena leta 1824.
Združuje 122 lož, ki imajo skupaj 3.100 članov.